# Белая Холуница (река)
Бе́лая Холуни́ца — река в России, протекает по Кировской области, левый приток реки Вятки (бассейн Волги). Устье находится в 762 км по левому берегу реки Вятки. Длина — 168 км, площадь бассейна — 2800 км².
Белая Холуница берёт начало в западной части Верхнекамской возвышенности, протекает по равнинной местности. Главный приток — Сома.
Питание преимущественно снеговое. Ледостав с ноября по апрель. Используется для лесосплава.
На реке расположен город Белая Холуница, в городе — плотина, образовавшая крупнейшее в Кировской области водохранилище, используется для промышленных целей и выработки электроэнергии. Кроме города на реке стоит село Ильинское, посёлок Климковка и ряд небольших деревень.
Река впадает в Вятку напротив города Слободской. Ширина реки в нижнем течении 60-70 метров.

## Притоки (км от устья)

Бассейн Вятки

- 13 км: река Чумовица (в водном реестре без названия, лв)
- 24 км: река Талица (в водном реестре без названия, лв)
- 28 км: река Головановка (пр)
- 36 км: река Шурчиха (пр)
- Песчанка (лв)
- 42 км: река Киселёвка (лв)
- Боровка (лв)
- 52 км: река Либериха (лв)
- 53 км: река Сома (лв)
- Антоновка (лв)
- Шелепиха (пр)
- 74 км: река Копья (пр)
- 77 км: река Пода (лв)
- 83 км: река Песчанка (пр)
- 84 км: река Рыбная (Большая Рыбная) (лв)
- 90 км: река Боровка (пр)
- 99 км: река Климковка (лв)
- 104 км: река Луговица (лв)
- 106 км: река Осиновка (пр)
- 110 км: река Елёвка (пр)
- 111 км: река Тамышевка (Талушка) (лв)
- 134 км: река Городилиха (лв)
- 137 км: река Межовка (в водном реестре — без названия, пр)
- 141 км: река Крутоберега (лв)
- 145 км: река Большая Берёзовка (лв)
- 148 км: река Хмелёвка (пр)
- 158 км: река Малая Холуница (лв)